# Вулф Тауншип (округ Лайкомінг, Пенсільванія)
Вулф Тауншип (англ. Wolf Township) — селище (англ. township) в США, в окрузі Лайкомінг штату Пенсільванія. Населення — 3105 осіб (2020).

## Демографія
Згідно з переписом 2010 року, у селищі мешкало 2907 осіб у 1159 домогосподарствах у складі 852 родин. Було 1226 помешкань
Расовий склад населення:
| - 98,0 % — білих - 0,3 % — чорних або афроамериканців - 0,3 % — азіатів - 0,1 % — корінних американців |

До двох чи більше рас належало 1,0 %. Частка іспаномовних становила 0,7 % від усіх жителів.
За віковим діапазоном населення розподілялося таким чином: 22,3 % — особи молодші 18 років, 62,3 % — особи у віці 18—64 років, 15,4 % — особи у віці 65 років та старші. Медіана віку мешканця становила 43,6 року. На 100 осіб жіночої статі у селищі припадало 97,6 чоловіків;  на 100 жінок у віці від 18 років та старших — 93,9 чоловіків також старших 18 років.
Середній дохід на одне домашнє господарство  становив 69 159 доларів США (медіана — 60 833), а середній дохід на одну сім'ю — 74 146 доларів (медіана — 66 573). Медіана доходів становила 45 571 долар для чоловіків та 32 582 долари для жінок. За межею бідності перебувало 16,0 % осіб, у тому числі 33,1 % дітей у віці до 18 років та 4,6 % осіб у віці 65 років та старших.
Цивільне працевлаштоване населення становило 1407 осіб. Основні галузі зайнятості: виробництво — 22,9 %, освіта, охорона здоров'я та соціальна допомога — 22,0 %, роздрібна торгівля — 10,2 %, будівництво — 9,5 %.